# Laboratorijska diagnostika
Laboratorijska diagnostika ali laboratorijska medicina je veja medicine, ki se ukvarja z laboratorijsko preiskavo bioloških vzorcev človeškega izvora za ugotavljanje zdravstvenega stanja preiskovanca (za potrebe določitve diagnoze bolezni, nadaljnjega zdravljanja, spremljanja učinkovitosti terapije, ali preventive).
Na tem področju delujejo specialisti anatomske patologije, klinične mikrobiologije, transfuzijske medicine in medicinske biokemije.  Programi prvih treh specializacij so namenjeni zdravnikom in jih določa Zdravniška zbornica, naziv specialista medicinske biokemije pa lahko pridobi zdravstveni delavec ali sodelavec, ki ima zaključen univerzitetni študij farmacije, biokemije, kemije ali medicine . Program specializacije medicinske biokemije določi Zbornica laboratorijske medicine v sodelovanju s Katedro za klinično biokemijo Fakultete za farmacijo in RSK za laboratorijsko diagnostiko.